# Pierce Charles
Pierce Charles (Mánchester, 21 de julio de 2005) es un futbolista británico que juega en la demarcación de portero para el Sheffield Wednesday F. C. de la EFL Championship.

## Selección nacional
Tras jugar en las categorías inferiores de la selección, finalmente el 12 de octubre de 2024 hizo su debut con la selección de Irlanda del Norte en un partido de la Liga de Naciones de la UEFA 2024-25 contra Bielorrusia que finalizó con un resultado de empate a cero.

## Clubes
| Club                      | País       | Año   | Partidos | Goles |
| ------------------------- | ---------- | ----- | -------- | ----- |
| Sheffield Wednesday F. C. | Inglaterra | 2024- | 15       | 0     |